# Протезис
Протезисът е място зад иконостаса в православната църква.
На това място има малка маса, позната също като масата на жертвата, на която хлябът и виното са подготвени за божествената литургия. Най-често се поставя в северната част на олтара или е в отделна камера от северната страна на централната апсида.